# Antonio de la Torre y del Cerro
Antonio de la Torre y del Cerro (Córdoba, 22 de diciembre de 1878-Madrid, 8 de noviembre de 1966) fue un historiador medievalista español.

## Biografía
Era miembro del cuerpo de archiveros del Estado y estuvo destinado en Madrid y Valencia, hasta que fue nombrado catedrático de Historia de España de la Universidad de Valencia en 1911. En 1918 permutaría la cátedra en Valencia por de la Universidad de Barcelona, donde fue maestro de Jaime Vicens Vives.
Estuvo pensionado por la Junta para Ampliación de Estudios e Investigaciones Científicas en 1914 durante un año.
Tras la Guerra Civil Española, por motivos de salud se trasladó a Madrid, donde fue catedrático de Historia Medieval. Estudió las instituciones políticas y culturales de Valencia y Barcelona, pero más tarde se especializó en la época de los Reyes Católicos. Actualmente una calle de Córdoba lleva su nombre.

## Obras
- La Universidad de Alcalá (1910)
- Documentos para las relaciones internacionales de los Reyes Católicos (1949-1966)
- Cuentas de Gonzalo de Baeza, tesorero de Isabel la Católica (1955-1956), con su mujer Eugenia Alsina
- Documentos referentes a las relaciones con Portugal durante el reinado de los Reyes Católicos (1958), con Luis Sánchez